# 事故のてんまつ
『事故のてんまつ』（じこのてんまつ）は、臼井吉見による中編小説。筑摩書房の雑誌『展望』1977年（昭和52年）5月号に一挙掲載され、同年5月30日に筑摩書房より単行本刊行された。
1972年（昭和47年）4月16日に自殺したノーベル文学賞受賞作家・川端康成の自殺の真相を明らかにする、と新聞広告ではあおられたが、実名はなく、家政婦として大作家に雇われた「鹿沢縫子」（仮名）という女性の語りの形式をとり、「縫子」がその作家にいたく可愛がられた様子と、1年ほどの勤めの後に致仕して郷里の信州へ帰ると言った翌日、作家が自殺するというのが前半で、後半は「縫子」の語りによる「川端康成論」になっている。

## 裁判沙汰
『展望』は増刷するほどに売れたが、川端家（未亡人・秀子、養女・政子、婿・香男里）は筑摩書房に苦情を申し入れた。死者の名誉権は成立しないというのが通説だったが、川端家は秀子の名誉も毀損されたと主張、数次の準備書面のやりとりがあった。
週刊誌、女性週刊誌、月刊誌などで多くの関連記事が出たが、川端家側は実在する家政婦の存在は否定せず、細かな事実の間違いを指摘した。武田勝彦など川端研究者は、臼井を批判する側に回った。文壇の反応は様々であったが、奥野健男は、作家が死後に何かを書かれることは仕方ないとしても、臼井が嘘を書いたのならば川端家は提訴できるとコメントした。
山口瞳や武田勝彦は、『事故のてんまつ』の中で引用されている川端の日記や作品、澤野久雄や秦野章が川端について言及した本の孫引きが原文通りでなく、恣意的で正確性に欠けていることを指摘して、臼井の評論家としての非常識を批判した。
また同作では、「縫子」を被差別部落出身者とし、川端自身もそうであるかにとれる記述があったため、差別観念を助長しているとして、部落解放同盟が筑摩・臼井に抗議声明を7月に出した。筑摩書房は露骨な個所を削除して単行本として刊行しベストセラーとなったが、川端家は東京地方裁判所に提訴した。初刷が100パーセントはけた頃になってから出版社と臼井は、8月16日に川端家と和解し、本作は絶版とされた。
ちなみに、同年10月、城山三郎の『落日燃ゆ』で、主人公広田弘毅のライバルとして登場した人物のモデル佐分利貞男の遺族が名誉棄損で民事提訴していた裁判では、内容が虚偽の事実と解されなければ、遺族が受忍し難い程度に害したといえないという判断基準が示された（7月には、故人の名誉棄損、損害賠償を認める新判決が出されていた）。

## 評価

### 事実との違い
『事故のてんまつ』に書かれていることと、実際の事実関係や経緯には違いがあり、臼井が川端を批判したいがために、脚色や誇張がされている部分が多々あることが、「鹿沢縫子」（仮名）や、その家族、地元の周辺人物からの取材で検証されている。その中の主なものを以下に挙げる。
- 川端が1970年（昭和45年）5月に長野県南安曇郡穂高町（現・安曇野市）に招聘された際に、植木屋「庭繁」（実際の店名は「アルプス園」）の娘として働いていた「縫子」と出会い、盆栽などを川端家に配達して来た「縫子」が川端家の家政婦として働くことになったのは事実であるが、本作に書かれているように、川端が嫌がる「縫子」を何度も何度も勧誘したということはなく、実際には、人手の足りない川端家に、もう1人家政婦を求めていた妻の秀子が、「縫子」の養父（血縁関係は無い）に依頼し、名誉なことだと思った養父が「縫子」を説き伏せたことが、養父本人により証言されている[10]。

- 本作の中では、「縫子」や川端の他、川端の過去の恋人・伊藤初代が被差別部落出身者とされ「人にきらわれる、不幸な生い立ちの娘」とされ、川端夫人についても「肉屋さんとかの娘さん」という虚偽があった[2]。川端の出自については、語り手「縫子」がそうではないかと思ったように記述され、北条氏の子孫であるという系図を掲げているとして臼井は否定したが、読み手に川端も被差別部落出身者だと暗示させるように書かれている[2]。実際には、伊藤初代の戸籍や系譜は多くの川端研究者によって特に部落出身でないことが確定されており[2]、「縫子」の実母や実父の出身地は別の地域や県であることが、森本が弁護士を用いて調査している[10]。

森本穫は、このように臼井が事実をきちんと調べず、川端の名声に対する嫉妬や文壇内の噂や憶測（安岡章太郎と野間宏の対談）を元にゴシップ的に捻じ曲げている点があることに触れて、『事故のてんまつ』を「臼井の晩節を汚した低劣な作品」であると非難している。なお森本は、「縫子」本人に2012年（平成24年）時点で接触を試みているが、「縫子」は面談取材を一切断わり、本作について、「その小説の中の女性と自分とは無関係である」とし、「ただ一ついえることは、私に川端先生が執着したかどうか、わからない、ということです」と夫（当時付き合っていた恋人）を通じて伝えている。
谷沢永一は、『事故のてんまつ』は「他者の死に対する人間的敬虔が欠如」し、「文学であることを装う筆法によって、文学という表現形式を余りにも貶しめた痴愚の産物だ」と批判している。

### 意義のある点
しかし、「縫子」が川端の死の直後、通夜の時に養父に、「先生の自殺の原因はわたしにあるように思う」と打ち明けたことに関しては、関係者の証言などの総合的な観点からほぼ事実であろうと森本は検証し、家政婦の契約を更新せずに信州に帰ることを断言したことで、川端を傷つけたという意識が「縫子」の中にあったことがうかがえるとしている。
そして「縫子」本人が、「ただ一ついえることは、私に川端先生が執着したかどうか、わからない」と伝え、川端が「縫子」に強い好意を持っていたことを完全否定はしていない点を森本は鑑みながら、川端という作家がその生涯において抱き続けた「美神」の少女像（伊豆の踊子、伊藤初代、養女・黒田政子）が、晩年において「鹿沢縫子」に受け継がれていたという可能性は十分あると考察しており、「縫子」が去っていくことを知った川端が、かつて伊藤初代との別れで味わった「身を切られるような〈かなしみ〉」に襲われ、逗子マリーナへ向かったことも想像に難くないとしている。
その点では、「鹿沢縫子」という存在に着眼し世に知らしめた臼井の小説は、虚偽や脚色の部分を割り引いて、川端文学研究の観点から意義があるものとしている。